# The Storm Is Over Now
The Storm Is Over Now (englisch für: „Der Sturm ist jetzt vorbei“) ist ein Lied des US-amerikanischen Sängers R. Kelly aus dem Jahr 2000.

## Entstehung und Veröffentlichung
R. Kelly komponierte, textete und produzierte The Storm Is Over Now.
Die Erstveröffentlichung von The Storm Is Over Now erfolgte als Teil von Kellys viertem Studioalbum TP-2.com am 7. November 2000 bei Jive Records. Am 19. Februar 2001 erschien das Lied als Singleauskopplung aus dem Album. The Storm Is Over Now gehört zudem zum Soundtrack zu Brian Robbins’ Filmdrama Hardball.

## Inhalt
Im Lied geht es um Aufbruch nach einer schwierigen Zeit. Das lyrische Ich meint, der Sturm sei vorüber, man könne den Sonnenschein sehen (irgendwo hinter den Wolken), man spüre den Himmel, ja, der Himmel sei über es gekommen, lass es frei. („The storm is over (The storm is over now). And I can see the sunshine (Somewhere beyond the clouds). I feel Heaven, yeah (Heaven is over me). Come on and set me free, whoa“).

## Chartplatzierungen
| ChartsChartplatzierungen     | Höchstplatzierung | Wochen |
| ---------------------------- | ----------------- | ------ |
| Deutschland (GfK)            | 13 (14 Wo.)       | 14     |
| Österreich (Ö3)              | 10 (16 Wo.)       | 16     |
| Schweiz (IFPI)               | 6 (21 Wo.)        | 21     |
| Vereinigtes Königreich (OCC) | 18 (6 Wo.)        | 6      |

| ChartsJahrescharts (2001) | Platzierung |
| ------------------------- | ----------- |
| Deutschland (GfK)         | 82          |
| Österreich (Ö3)           | 59          |
| Schweiz (IFPI)            | 54          |